# Lista över HMS Dristighetens långresor
HMS Dristigheten:s långresor 1906-1922.

## 1906
Fartygschef var kommendörkapten Henry Lindberg. Sekond var kapten Knut Rosensvärd. 
1. Karlskrona Avseglade 27 maj 1906
2. Sundsvall
3. Wilhelmshaven, Tyskland
4. Sheerness, England
5. Helsingborg
6. Malmö
7. Karlskrona Anlöpte 11 september 1906

## 1906–1907
Första långresan med icke seglande fartyg. Fartygschef var kommendörkapten Gustaf af Klint. Sekond var kapten Ulf Sparre.

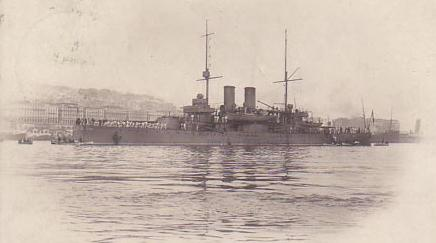
HMS Dristigheten i Alger år 1906.

1. Karlskrona Avseglade 28 oktober 1906
2. Cherbourg, Frankrike
3. Vigo, Spanien
4. Tanger, Marocko
5. Alger, Algeriet
6. Malta, Italien
7. Smyrna, Turkiet
8. Saloniki, Grekland
9. Pireus, Grekland
10. Naxos, Grekland
11. Suda Bay, Kreta, Grekland
12. Bizerte, Tunisien
13. Neapel, Italien
14. Toulon, Frankrike
15. Gibraltar
16. Plymouth, England
17. Strömstad
18. Karlskrona Anlöpte 14 april 1907

## 1908
Resan skedde tillsammans med HMS Thor. Fartygschef var kommendörkapten Fredrik Lindberg. Sekond var kapten John Schniders.
1. Karlskrona Avseglade juli 1908
2. Gravesend, England
3. Le Havre, Frankrike
4. Karlskrona Anlöpte augusti 1908

## 1909
Resan skedde tillsammans HMS Fylgia. Fartygschef var kommendörkapten Gunnar Leipe. Sekond var kapten Gustav Starck.
1. Karlskrona Avseglade 8 juni 1909
2. Portsmouth, England
3. Gibraltar
4. Genua, Italien
5. Alger, Algeriet
6. Cherbourg, Frankrike
7. Karlskrona Anlöpte 4 augusti 1909

## 1910
Resan skedde tillsammans HMS Fylgia. Fartygschef var kommendörkapten A. Hermelin. Sekond var A. Lagercrantz.
1. Karlskrona Avseglade 12 maj 1910
2. Rotterdam, Nederländerna
3. Guernsey, Kanalöarna, Frankrike
4. Santander, Spanien
5. Saint Nazaire, Frankrike
6. Brodick Bay, Isle of Arran, Skottland
7. Greenock, Skottland
8. Köpenhamn, Danmark
9. Strömstad
10. Karlskrona Anlöpte 5 juli 1910

## 1912
Resan skedde tillsammans HMS Fylgia, HMS Oscar II, HMS Sigurd.
Med på HMS Oscar II var Sveriges dåvarande kung, Gustaf V som skulle träffa tsaren av Ryssland, Nikolaj II med familj.
1. Stockholm
2. Viborg, Ryssland
3. Karlskrona

## 1918–1919
Fartygschef var kommendörkapten Carl Posse. Sekond var kapten Hans Simonsson.
1. Sverige
2. Köpenhamn, Danmark
3. Kristiansand, Norge
4. Sverige

## 1921
Fartygschef var kommendörkapten Johan Söderbaum. Sekond var kapten Isaac Cassel.
1. Sverige
2. Kiel
3. Plymouth, England
4. Lissabon, Portugal
5. Bordeaux, Frankrike
6. Dartmouth, England
7. Kristiania nuvarande Oslo, Norge
8. Sverige

## 1922
Sista långresan. Fartygschef var kommendörkapten Fabian Tamm. Sekond var kapten Gotthard Wachtmeister.
1. Sverige
2. Leith, Skottland
3. Porto, Portugal
4. San Sebastián, Spanien
5. La Rochelle, Frankrike
6. Flensburg, Tyskland
7. Sverige